# Seznam norveških atletov
Seznam norveških atletov.

## B
- Audun Boysen

## G
- Sondre Guttormsen

## H
- Johan Haanes
- Trine Hattestad

## I
- Filip Ingebrigtsen
- Henrik Ingebrigtsen
- Jakob Ingebrigtsen

## K
- Ingrid Kristiansen

## M
- Geir Moen

## R
- Vebjørn Rodal

## S
- Helge Sivertsen

## T
- Andreas Thorkildsen

## W
- Grete Waitz